# Vikers församling
Vikers församling var en församling i Västerås stift och i Nora kommun. Församlingen uppgick 2010 i Nora bergslagsförsamling. 

## Administrativ historik
Församlingen bildades 1871 genom en utbrytning ur Nora landsförsamling efter att varit ett kapellag där från 1868. Församlingen var till 1974 annexförsamling i pastoratet Nora stadsförsamling, Nora landsförsamling och Viker. Från 1974 till 2010 var den  annexförsamling i pastoratet Nora bergsförsamling och Viker som 1983 utökades med Järnboås församling. Församlingen uppgick 2010 i Nora bergslagsförsamling.

## Kyrkor
- Vikers kyrka